# Хонкат (Калифорнија)
Хонкат (енгл. Honcut) насељено је место без административног статуса у америчкој савезној држави Калифорнија.

## Демографија
По попису из 2010. године број становника је 370.
| Група             | 2000.    | 2010.       |
| Белци             | 0 (0,0%) | 198 (53,5%) |
| Афроамериканци    | 0 (0,0%) | 6 (1,6%)    |
| Азијати           | 0 (0,0%) | 4 (1,1%)    |
| Хиспаноамериканци | 0 (0,0%) | 145 (39,2%) |
| Укупно            | 0        | 370         |